# Anton Jadasch
Anton Jadasch, Antoni Jadasz (ur. 25 maja 1888 w Krapkowicach, zm. 17 maja 1964 w Berlinie) – lider Związku Spartakusa na Górnym Śląsku (przekształconego w podległą KPD - Komunistische Partei Oberschlesiens) w latach 1918–1920, współzałożyciel i przewodniczący niezależnej Komunistycznej Partii Górnego Śląska-Komunistische Partei Oberschlesiens w latach 1920–1922, lokalny lider Komunistycznej Partii Niemiec w Prowincji Górnośląskiej w latach 1922–1933.

## Życiorys
Urodził się w Krapkowicach. Wywodził się z rodziny o poglądach polskich. U schyłku I wojny światowej mieszkał w Lipinach koło Świętochłowic, gdzie należał do czołowych działaczy 25-tysięcznej, górnośląskiej organizacji antywojennego, niemieckiego Związku Spartakusa (Spartakusbund), który wkrótce przerodził się w Komunistyczną Partię Niemiec (Komunistische Partei Deutschland). Gdy jednak przemianował górnośląski Spartakusbund na Komunistische Partei Oberschlesiens (KPOS) mającą, jak wszystkie partie komunistyczne, nastawienie antyklerykalne, zdecydowana większość spośród jego 25 tys. członków, godzących lewicowy radykalizm z silnym przywiązaniem do katolicyzmu, zasiliła górnośląskie organizacje Polskiej Partii Socjalistycznej – Józefa Biniszkiewicza i Narodowej Partii Robotniczej – Józefa Rymera. Stanowili oni 15-tysięczny trzon utworzonej w 1919 roku, na terenie graniczącego z Górnym Śląskiem, Sosnowca Polskiej Organizacji Wojskowej Górnego Śląska, która w sierpniu 1919 roku zorganizowała I powstanie śląskie. 
17 sierpnia 1920 roku górnośląscy komuniści (KPOS) i niezależni socjaldemokraci (USPD) we współpracy z "wolnymi związkami zawodowymi", sympatyzującymi z hasłami Armii Czerwonej, zorganizowali w Katowicach, kolejną po Rybniku i Zabrzu, tym razem największą demonstrację na rzecz neutralności Górnego Śląska wobec trwającej wojny polsko-sowieckiej. Manifestanci zgromadzili się pod kwaterą francuskiego kontrolera powiatowego w Katowicach. Wśród nich znaleźli się prowokatorzy, którzy podburzyli demonstrantów do szturmu na budynek. Wewnątrz tłumu wybuchł granat, a francuscy żołnierze otworzyli ogień do napastników. Wskutek tego demonstranci wycofali się i wyruszyli w miasto. Plądrowali polskie sklepy, zdewastowali polską redakcję i zupełnie zdemolowali biuro katowickiego komitetu powiatowego Polskiego Komisariatu Plebiscytowego, mieszczące się w hotelu „Deutsches Haus” (Dom Niemiecki). Następnie tłum wywlekł z mieszkania przy Friedrichstrasse i zlinczował katowickiego ginekologa, przedsiębiorcę i polskiego aktywistę dr Andrzeja Mielęckiego. 24 godziny panował w mieście chaos, aż do momentu, gdy wieczorem 18 sierpnia wkroczył do Katowic silny kontyngent wojsk francuskich.
7 listopada 1920 roku – dokładnie w dniu trzeciej rocznicy bolszewickiej rewolucji doszło do połączenia odłączonej od KPD - Komunistische Partei Oberschlesiens (KPOS) – Antona Jadascha, górnośląskiego oddziału Niezależnej Socjaldemokratycznej Partii Niemiec (USPD) – Heinricha Raua i skrajnie lewicowych secesjonistów z PPS, czyli Komunistycznej Partii Ziem Śląskich – Stanisława Barczyńskiego. W efekcie powstała Komunistyczna Partia Górnego Śląska-Komunistische Partei Oberschlesiens (KPGŚ-KPOS), której przewodnictwo objął Anton Jadasch, a siedzibą główną zostały Gliwice. Komunistyczna Partia Górnego Śląska-Komunistische Partei Oberschlesiens nie była częścią Komunistycznej Partii Niemiec. Analogicznie nie planowała wejść w skład Komunistycznej Partii Robotniczej Polski (KPRP), mającej bardzo silny ośrodek w sąsiednim, Zagłębiu Dąbrowskim, chociaż w ramach ideologicznego internacjonalizmu utrzymywała z obydwiema bardzo ścisłe kontakty. Partia ta posiadająca 5600 członków, na bardzo religijnym Górnym Śląsku miała marginalne znaczenie i żadnych możliwości osiągnięcia tu większych wpływów. KPGŚ wysuwała projekt utworzenia na wzór Rosji Sowieckiej oraz powstałych w roku 1918, później zlikwidowanych państw (Węgierska Republika Rad, Słowacka Republika Radziecka, charkowska tzw. Ukraińska Republika Ludowa, czy Niemiecka Republika Socjalistyczna – Liebknechta), samodzielnej i niepodległej Górnośląskiej Republiki Rad, co próbowała osiągnąć także poprzez zasilenie sformowanych przez Polską Organizację Wojskową Górnego Śląska, powstańczych szeregów. Komuniści (np. Wieczorek, Szyling) chcieli bowiem przejąć nad nimi kontrolę, by zamienić polskie powstanie w górnośląską rewolucję społeczną. Wszelkie tego typu zbrojne pucze komunistów były przez Korfantego dławione w zarodku. Anton Jadasch był przeciwnikiem górnośląskiego plebiscytu i namawiał do jego bojkotu. 15 marca 1921 roku organ prasowy jego partii "Czerwony Sztandar – Die Rote Fahne" pisał: Dla świadomego robotnika rozstrzygnięcie sprawy Górnego Śląska drogą plebiscytu jest takim samym gwałtem, jak przyłączenie go do tego lub innego państwa siłą zbrojną. 90% plebiscytowej frekwencji świadczy, że KPGŚ nie miała posłuchu. 
W roku 1922 po podziale terytorium plebiscytowego przez Polskę i Niemcy, podziałowi zgodnemu z linią graniczną uległa również Komunistyczna Partia Górnego Śląska. Jej część na terenie niemieckiej Prowincji Górnośląskiej przyłączyła się do Komunistycznej Partii Niemiec (KPD), natomiast jej działacze w polskim Województwie Śląskim współpracowali z władzami Komunistycznej Partii Robotniczej Polski (KPRP). Podział wśród górnośląskich komunistów, nie miał nic wspólnego z ich etnicznym pochodzeniem, był wyłącznie pochodną nowej granicy państwowej. Były przywódca KPGŚ Anton Jadasch został przywódcą KPD w Prowincji Górnośląskiej i przyjął niemiecką tożsamość narodową. Od maja 1924 roku do 1933 roku Anton Jadasch był deputowanym do Reichstagu i równocześnie do 1928 roku radnym miejskim w Gliwicach.

## Czasy nazistowskie i powojenne
Po przejęciu władzy przez nazistów przebywający w Gdańsku Anton Jadasch został aresztowany i przekazany władzom niemieckim. Trzykrotnie krótko przebywał w obozach koncentracyjnych. Później pracował jako górnik i w tartaku. Po zakończeniu II wojny światowej działał w Komunistycznej Partii Niemiec (KPD), a od 1946 roku w Niemieckiej Socjalistycznej Partii Jedności (SED). Krótko był burmistrzem Berlina-Wittenau, od 1946 roku sekretarzem generalnym organizacji Zjednoczenie Pomocy Wzajemnej Chłopów (Vereinigung der gegenseitigen Bauernhilfe) i deputowanym do landtagu Brandenburgii. Później jego znaczenie polityczne zmniejszyło się. W 1954 roku kandydował do parlamentu Berlina i był honorowym prezesem Związków Zawodowych. Został odznaczony Orderem Sztandaru Pracy i Orderem Zasług dla Ojczyzny.